# John Stockwell
John Stockwell, nome completo John Stockwell Samuels IV (Galveston, 25 marzo 1961), è un attore, regista, sceneggiatore, produttore cinematografico ed ex modello statunitense.

## Biografia
Figlio di un avvocato, come attore acquista una discreta popolarità negli anni ottanta, iniziando con pellicole adolescenziali quali Jeans dagli occhi rosa nel 1981 e Un week end da leone dove affianca Tom Cruise.
Ha un primo ruolo da coprotagonista nell'horror Christine - La macchina infernale (1983) di John Carpenter, mentre è protagonista di alcune pellicole di fantascienza dai toni leggeri quali Ritorno dalla quarta dimensione (1985) e Sogni radioattivi (1986); come caratterista è inoltre nel cast di Top Gun (1986), film di grande successo al botteghino.
Come regista è attivo dagli anni duemila: dopo il film tv Cheaters (2000) per la HBO, in cui ha avuto una nomination agli Emmy Awards per la sceneggiatura, dirige Kirsten Dunst in Crazy/Beautiful (2001), e in seguito si specializza in pellicole di genere avventuroso, per lo più di ambiente marittimo, quali Blue Crush (2002) e Trappola in fondo al mare (2005). Nel 2006 passa al thriller con Turistas (2006), mentre in televisione dirige alcuni episodi di The L Word (2007-2009).

## Filmografia parziale

### Attore

#### Cinema
- Jeans dagli occhi rosa (So Fine), regia di Andrew Bergman (1981)
- Un week end da leone (Losin'it), regia di Curtis Hanson (1983)
- Christine - La macchina infernale (Christine), regia di John Carpenter (1983)
- Ritorno dalla quarta dimensione (My Science Project), regia di Jonathan R. Betuel (1985)
- Sogni radioattivi (Radioactive Dreams), regia di Albert Pyun (1985)
- Top Gun, regia di Tony Scott (1986)
- Miliardi, regia di Carlo Vanzina (1991)
- Volo 747 - Vendetta ad alta quota (Aurora: Operation Intercept), regia di Paul Levine (1995)
- Omicidio a Las Vegas (I Shot a Man in Vegas), regia di Keoni Waxman (1995)
- Gli intrighi del potere - Nixon (Nixon), regia di Oliver Stone (1995)
- Omicidi occasionali (Stag), regia di Gavin Wilding (1997)
- Turistas, regia di John Stockwell (2006)
- Breaking the Girls, regia di Jamie Babbit (2012)

#### Televisione
- I ragazzi della prateria (The Young Riders) - miniserie TV, episodio 3x16 (2019)
- Escape at Dannemora - miniserie TV, episodio 1x07 (2019)

### Regista
- Cheaters - film TV (2000)
- Crazy/Beautiful (2001)
- Blue Crush (2002)
- Trappola in fondo al mare (2005)
- Turistas (2006)
- The L Word - serie TV, 4 episodi (2007-2009)
- Middle of Nowhere (2008)
- Dark Tide (2011)
- Cat Run (2011)
- Code Name: Geronimo (2012)
- Kid Cannabis (2014)
- Cat Run 2 (2014)
- In the Blood (2014)
- Countdown - Conto alla rovescia (Countdown) (2016)
- Kickboxer - La vendetta del guerriero (Kickboxer: Vengeance) (2016)
- Armed Response (2017)

## Doppiatori italiani
Nelle versioni in italiano dei suoi film, John Stockwell è stata doppiato da:
- Fabio Boccanera in Un week end da leone
- Gianluca Tusco in Christine - La macchina infernale
- Nino Prester in Top Gun
- Tonino Accolla in Ritorno alla quarta dimensione